# Филипп II де Куртене
Филипп II де Куртене (Губа) (фр. Philippe II de Courtenay-Namur la lèvre; 1195 — 1226) — маркграф Намюра с 1212 года. Старший сын императора Латинской Империи Пьера II де Куртене и Иоланды де Эно.

## Биография

Герб маркграфов Намюра из дома Куртене

Его дядя маркграф Намюра Филипп I умер в 1212 году. Филипп II де Куртене был назначен наследником, и он стал маркграфом Намюра. Как и его дядя, Филипп II продолжал бороться с потомками Генриха I, которые не отказались от притязаний на маркграфство Намюр. В частности, была война с герцогом Лимбурга Валераном III, которая закончилась в 13 марта 1222 года миром в Динане.
После смерти отца в 1217 году он отказался от престола Латинской империи, и императором стал его младший брат Роберт де Куртене.
В 1226 году Филипп II участвовал в Альбигойском крестовом походе во главе с королём Франции Людовиком VIII, который вместе со своим войском осадил Авиньон. Город пал после длительной осады, у осаждающих началась эпидемия. Филипп II де Куртене умер от болезни в Сен-Флуре, Овернь.
Так как Филипп не был женат и не имел детей, маркграфом Намюра стал его младший брат Генрих II де Куртене.